# Epirranthis diversaria
Epirranthis diversaria är en fjärilsart som beskrevs av Jacob Hübner 1796. Epirranthis diversaria ingår i släktet Epirranthis och familjen mätare. Inga underarter finns listade i Catalogue of Life.